# Ondrej
Ondrej est un prénom masculin correspondant en français à André.

## Quelque personnalités
- Ondrej Janík joueur de hockey sur glace slovaque
- Ondrej Duda footballeur slovaque
- Ondřej Rybín coureur cycliste tchèque
- Ondrej Debnár footballeur slovaque
- Ondřej Bank skieur alpin tchèque
- Ondřej Pavelec joueur de hockey sur glace tchèque
- Ondřej Mazuch footballeur tchèque
- Ondrej Nepela patineur artistique slovaque
- Ondřej Mazuch footballeur tchèque
- Ondrej Otčenaš joueur de hockey sur glace tchèque
- Ondrej Prokop joueur de hockey sur glace tchèque
- Ondrej Glajza , page d'homonymie
- Ondrej Vosta joueur de hockey sur glace tchèque
- Ondřej Vaculík sauteur à ski tchèque
- Ondrej Šulaj cinéaste slovaque
- Ondřej Čelůstka footballeur tchèque
- Ondřej Hotárek patineur artistique italien
- Ondřej Cink cycliste tchèque
- Ondrej Zelinka cycliste tchèque
- Ondřej Novák acteur tchèque